# Lampronadata chosennadata
Lampronadata chosennadata är en fjärilsart som beskrevs av Felix Bryk 1948. Lampronadata chosennadata ingår i släktet Lampronadata och familjen tandspinnare. Inga underarter finns listade i Catalogue of Life.